# Михаин Лопес
Михаин Лопес (на испански: Mijaín López) е кубински борец, състезател в класическия стил. Считан е за един от най-великите борци на всички времена. Носител е на пет поредни златни олимпийски медала, петкратен световен шампион и петкратен панамерикански шампион. Той е единственият спортист, спечелил златни медали на пет поредни издания на летни олимпийски игри в една и съща дисциплина.
Има по-голям брат на име Михел Лопез Нунес, който е боксьор. Заедно с джудиста Идалис Ортиз е знаменосец на Куба на олимпийските игри в Париж през 2024 година. След победата си на финала в Париж оставя обувките си в центъра на тепиха като символ на отказването си от спорта.

## Успехи

### Олимпийски игри
| Година | Турнир                     | Място                    | Резултат | Събитие |
| ------ | -------------------------- | ------------------------ | -------- | ------- |
| 2024   | Летни олимпийски игри 2024 | Париж, Франция           | 1        | 130 кг  |
| 2020   | Летни олимпийски игри 2020 | Токио, Япония            | 1        | 130 кг  |
| 2016   | Летни олимпийски игри 2016 | Рио де Жанейро, Бразилия | 1        | 130 кг  |
| 2012   | Летни олимпийски игри 2012 | Лондон, Великобритания   | 1        | 120 кг  |
| 2008   | Летни олимпийски игри 2008 | Пекин, Китай             | 1        | 120 кг  |

### Световни първенства
| Година | Турнир                   | Място               | Резултат | Събитие |
| ------ | ------------------------ | ------------------- | -------- | ------- |
| 2014   | Световно първенство 2014 | Ташкент, Узбекистан | 1        | 130 кг  |
| 2010   | Световно първенство 2010 | Москва, Русия       | 1        | 130 кг  |
| 2009   | Световно първенство 2009 | Хернинг, Дания      | 1        | 120 кг  |
| 2007   | Световно първенство 2007 | Баку, Азербайджан   | 1        | 120 кг  |
| 2005   | Световно първенство 2005 | Будапеща, Унгария   | 1        | 120 кг  |
| 2015   | Световно първенство 2015 | Лас Вегас, САЩ      | 2        | 130 кг  |
| 2011   | Световно първенство 2011 | Истанбул, Турция    | 2        | 120 кг  |
| 2006   | Световно първенство 2006 | Гуанджоу, Китай     | 2        | 120 кг  |